# Врховна рада Украјине
50° 26′ 50.3″ N 30° 32′ 12.6″ E / 50.447306° С; 30.536833° И
Врховна рада Украјине (укр. Верховна Рада України, дословно Врховна скупштина Украјине), једнодомно је народно представништво Украјине, које се састоји до 450 посланика и једини је законодавни орган власти државе.
Врховна рада формира владу земље — Кабинет министара Украјине — и нагледа њене дјелатности.